# Dans les prisons de Nantes
Dans les prisons de Nantes est une chanson présentant le récit de la fille du geôlier qui aide un prisonnier à s’évader d'une prison de Nantes.
Elle est populaire en France et à l'étranger comme au Canada. Des artistes francophones l’ont mise à leur répertoire comme Édith Piaf, Édith Butler, Aristide Bruant, Les Compagnons de la chanson, Nana Mouskouri, Colette Renard, Louise Forestier et Dorothée,, le groupe nantais Tri Yann, le chanteur breton Claude Besson, Nolwenn Leroy ou encore le group folk-rock allemand Die Streuner.

## Histoire
« Dans les prisons de Nantes » est une chanson traditionnelle française dont les origines se perdent dans le temps. On la retrouve un peu partout dans le monde francophone grâce aux mariniers remontant la Loire ou aux exilés arrivés en Nouvelle-France. Celle-ci acquiert alors, suivant les lieux, de nombreuses variantes : la Loire devient la mer, les prisons de Nantes deviennent les prisons de Londres…

## Contexte
Connues par la chanson, les prisons de Nantes étaient nombreuses sous l'Ancien Régime et surtout pendant la Révolution : en 1793, la plus terrible était la Prison de l'Entrepôt des cafés située près du port de Nantes, créée par Jean-Baptiste Carrier, dans laquelle périrent, dans des conditions inhumaines, des milliers de personnes.
Au XVe siècle, si le château et quelques tours (tour du Connétable, tour Saint-Nicolas, etc.) faisant partie des fortifications entourant Nantes ont également servi de prison, le véritable centre de détention reste la prison du Bouffay, aménagée en 1467 dans le Château du Bouffay et le restera pendant près de quatre siècles.

## Interprétations
Yvonne George chante sa version en 1928 sous le titre Les Cloches de Nantes. Dans les années 1940, elle est reprise par le Trio de la Claire Fontaine.
C'est la version de Tri Yann, sortie sur le 45 tours « Johnny Monfarleau / Les Prisons de Nantes » en 1972 qui va la faire connaître à un plus grand nombre. 
Elle est aussi reprise par Dorothée dans Le Jardin des Chansons au début des années 1980. Nolwenn Leroy la fait redécouvrir à la nouvelle génération dans les années 2010.

## Autres évocations
Les Prisons de Nantes est l'une des quatre chansons évoquées par Georges Brassens dans sa chanson La Route aux quatre chansons. Les trois autres sont La Route de Dijon, Le Pont d'Avignon et Auprès de ma blonde.